# Letnie Mistrzostwa Polski w Skokach Narciarskich 2007
12. Letnie Mistrzostwa Polski w Skokach Narciarskich – zawody o mistrzostwo Polski w skokach narciarskich na igelicie, które odbyły się w dniach 13-14 października 2007 roku na Średniej i Wielkiej Krokwi w Zakopanem.
W konkursie na normalnej skoczni zwyciężył Adam Małysz, srebrny medal zdobył Kamil Stoch, a brązowy - Klemens Murańka. Na dużym obiekcie najlepszy okazał się Małysz przed Marcinem Bachledą i Stochem.

## Wyniki

### Konkurs indywidualny na dużej skoczni (13.10.2007)
| Miejsce | Zawodnik             | Klub                   | Skok 1 | Skok 2 | Punkty |
| ------- | -------------------- | ---------------------- | ------ | ------ | ------ |
| 1.      | Adam Małysz          | KS Wisła Ustronianka   | 126,5  | 134,0  | 271,9  |
| 2.      | Marcin Bachleda      | TS Wisła Zakopane      | 120,0  | 130,5  | 249,9  |
| 3.      | Kamil Stoch          | LKS Poroniec Poronin   | 121,0  | 128,5  | 249,1  |
| 4.      | Rafał Śliż           | KS Wisła Ustronianka   | 122,5  | 125,5  | 244,9  |
| 5.      | Tomisław Tajner      | AZS AWF Katowice       | 121,5  | 117,0  | 223,8  |
| 6.      | Piotr Żyła           | KS Wisła Ustronianka   | 112,5  | 125,5  | 222,9  |
| 7.      | Wojciech Skupień     | TS Wisła Zakopane      | 117,5  | 119,5  | 221,6  |
| 8.      | Maciej Kot           | Start Krokiew Zakopane | 119,0  | 116,5  | 218,4  |
| 9.      | Klemens Murańka      | TS Wisła Zakopane      | 116,0  | 118,5  | 216,6  |
| 10.     | Krystian Długopolski | TS Wisła Zakopane      | 117,0  | 115,0  | 210,6  |

W konkursie wzięło udział 72 zawodników, łącznie z kwalifikacjami.

### Konkurs indywidualny na normalnej skoczni (14.10.2007)
| Miejsce  | Zawodnik         | Klub                   | Skok 1 | Skok 2 | Punkty |
| -------- | ---------------- | ---------------------- | ------ | ------ | ------ |
| 1. (1.)  | Adam Małysz      | KS Wisła Ustronianka   | 90,5   | 89,0   | 253,0  |
| 2. (2.)  | Kamil Stoch      | LKS Poroniec Poronin   | 85,0   | 87,5   | 236,5  |
| 3. (3.)  | Klemens Murańka  | TS Wisła Zakopane      | 88,0   | 82,0   | 230,5  |
| 4. (4.)  | Marcin Bachleda  | TS Wisła Zakopane      | 83,5   | 83,5   | 222,5  |
| 5. (5.)  | Tomasz Pochwała  | TS Wisła Zakopane      | 82,5   | 82,0   | 217,0  |
| 6. (7.)  | Maciej Kot       | Start Krokiew Zakopane | 82,5   | 81,0   | 214,0  |
| 7. (7.)  | Wojciech Skupień | TS Wisła Zakopane      | 79,5   | 84,0   | 214,0  |
| 8. (9.)  | Rafał Śliż       | KS Wisła Ustronianka   | 80,5   | 83,0   | 213,5  |
| 9. (10.) | Tomisław Tajner  | AZS AWF Katowice       | 81,0   | 81,5   | 211,0  |
| 9. (10.) | Piotr Żyła       | KS Wisła Ustronianka   | 83,5   | 79,0   | 211,0  |

W konkursie wzięło udział 109 zawodników, łącznie z kwalifikacjami. W nawiasach podano miejsce z uwzględnieniem zawodników zagranicznych.
Szóste miejsce w międzynarodowych zawodach zajął Ukrainiec Witalij Szumbareć.